# Melanerpes striatus
Melanerpes striatus е вид птица от семейство Picidae.

## Разпространение
Видът е разпространен в Доминиканската република и Хаити.